# 苏联民兵总局
工农民兵总局（俄语：Главное управление рабоче-крестьянской милиции，ГУ РКМ），是苏联内务人民委员部於1934年至1946年下属的一个机构。
民兵总局（俄语：Главное управление милиции, ГУМ），則是1946年至1960年由苏联内务部下属的一个机构。

## 历史
1917年3月11日，克伦斯基临时政府颁布法令，废除了俄罗斯帝国内务部警察部，设立临时政府内务部公共警察事务与保卫公民财产安全临时管理局，有48名雇员。1917年6月15日，改名为民兵事务与保卫公民人身财产安全总局，雇员95人。
1917年11月8日，根据第二次全俄工人与士兵代表苏维埃代表大会的法令，成立俄罗斯苏维埃联邦社会主义共和国内务人民委员部。1917 年 10 月 29 日（11 月 11 日），工农民兵中央办公室成立，作为 RSFSR NKVD 地方行政部门的一部分。1917年12月15日，临时政府内务部民兵事务和保障公民人身财产安全总局被解散。1918年8月1日，工农民兵中央办公室改为苏维埃工农民兵总局，隶属于苏俄内务人民委员部。1918年10月7日，苏维埃工农民兵总局改为苏俄内务人民委员部民兵总局。
1923年8月13日，撤销了俄罗斯苏维埃社会主义联邦共和国内务人民委员部民兵总局，设立俄罗斯苏维埃联邦社会主义共和国内务人民委员部设立中央行政管理局。1927年12月31日，撤销了俄罗斯苏维埃联邦社会主义共和国内务人民委员部中央行政管理局，取而代之的是民兵局、刑事侦查局、行政监察局。
1930年12月15日，根据苏联中央执行委员会和苏联人民委员会的法令，撤销了俄罗斯苏维埃联邦社会主义共和国内务人民委员部。1930年12月31日，设立俄罗斯苏维埃联邦社会主义共和国人民委员会工农民兵总局。1932年12月27日，根据新修订的《工农民兵条例》，俄罗斯苏维埃联邦社会主义共和国人民委员会工农民兵总局转隶苏联国家政治保卫总局，其他各加盟共和国的工农民兵总局仍隶属于加盟共和国人民委员会。
缅任斯基去世后，1934年7月10日设立苏联内务人民委员部，辖国家政治保卫总局与工农民兵总局。1940年2月26日，工农民兵总局改称民兵总局。1941年7月31日，民兵总局成为苏联内务人民委员部作战管理局的一部分。1946年3月15日，民兵总局的上级苏联内务人民委员部改称苏联内务部。 1949年10月17日，民兵总局转隶苏联国家安全部。1953年3月11日，由于苏联国家安全部并入苏联内务部，民兵总局改隶苏联内务部。
1960年1月13日，撤销了苏联内务部，民兵总局改隶俄罗斯苏维埃联邦社会主义共和国内务人民委员部。1962年8月30日，各内务部改名为公共事务安全部。
1966年7月26日，成立苏联公共事务安全部。1966年9月17日，废除了俄罗斯苏维埃联邦社会主义共和国内务人民委员部，民兵总局改隶属苏联公共事务安全部。1968年11月25日，苏联公共事务安全部恢复名称苏联内务部。1969年2月11日，苏联内务部机构改革，撤销民兵总局，分拆为警务行政管理局、刑事侦查局、打击侵占社会主义财产与投机局、交通民兵局、运输民兵局、特种民兵局。

## 历任领导
- 格奥尔基·德米特里耶维奇·西达蒙-埃里斯托夫（俄语：Сидамон-Эристов, Георгий Дмитриевич）（1917 年 3 月 11 日 - 1917 年 6 月 15 日）
- 安德烈·马丁诺维奇·迪日比特（俄语：Дижбит, Андрей Мартынович）（1918 年 8 月 1 日-1919 年）
- 米哈伊尔·伊万诺维奇·瓦西里耶夫-尤任（俄语：Васильев-Южин, Михаил Иванович）（1919-1920）
- 瓦西里·斯捷潘诺维奇·科尔涅夫（俄语：Корнев, Василий Степанович） (1920-1921)
- 吉洪·塞拉菲莫维奇·赫韦辛（俄语：Хвесин, Тихон Серафимович） (1921-1922)
- 彼得·康斯坦丁诺维奇·谢尔盖夫斯基（俄语：Сергиевский, Пётр Константинович） (1923-1927)
- 伊万·费多罗维奇·基谢列夫（俄语：Киселёв, Иван Фёдорович） (1928-1931)
- 伊万·德米特里耶维奇·卡希林（俄语：Каширин, Иван Дмитриевич） (1931)
- 德米特里·瓦西里耶维奇·乌索夫（俄语：Усов, Дмитрий Васильевич） (1932)
- 格奥尔基·叶夫根涅维奇·普罗科菲耶夫（俄语：Прокофьев, Георгий Евгеньевич）（1932 年 12 月 27 日 - 1934 年 1 月 4 日）
- 列夫·尼古拉耶维奇·贝尔斯基（俄语：Бельский, Лев Николаевич）（1934 年 1 月 4 日 - 1937 年 8 月 7 日）
- 瓦西里·瓦西里耶维奇·车尔尼雪夫（俄语：Чернышёв, Василий Васильевич）（1937 年 8 月 7 日 - 1939 年 2 月 18 日）
- 伊万·亚历山德罗维奇·谢罗夫（1939年2月18日 - 1939年7月29日）
- 帕维尔·尼基蒂奇·祖耶夫（俄语：Зуев, Павел Никитич）（1939 年 7 月 29 日 - 1940 年 3 月 14 日）
- 亚历山大·格里戈里耶维奇·加尔金（俄语：Галкин, Александр Григорьевич）（1940 年 3 月 14 日 - 1947 年 3 月 10 日）
- 亚历山大·米哈伊洛维奇·列昂季耶夫（俄语：Леонтьев, Александр Михайлович）（1947年3月10日 - 1953年3月11日）
- 尼古拉·巴甫洛维奇·斯塔哈诺夫（俄语：Стаханов, Николай Павлович）（1953 年 3 月 11 日 - 1955 年 2 月 22 日）
- 塔拉斯·菲利波维奇·菲利波夫（俄语：Филиппов, Тарас Филиппович）（1955 年 3 月 11 日 - 1956 年 4 月 4 日）
- 米哈伊尔·瓦西里耶维奇·巴尔苏科夫（俄语：Барсуков, Михаил Васильевич）（1956 年 4 月 4 日 - 1959 年 8 月 10 日）
- 格里高利·伊万诺维奇·加里宁（俄语：Калинин, Григорий Иванович）（1959年8月10日 - 1960年1月25日）
- 阿列克谢·雅科夫列维奇·库德里亚夫采夫（俄语：Кудрявцев, Алексей Яковлевич） (1962-1967)